# Drwęck
Drwęck [pronunciación en polaco: /drvɛnt͡sk/] (en alemán: Dröbnitz) es un pueblo ubicado en el distrito administrativo de Gmina Olsztynek, dentro del Condado de Olsztyn, Voivodato de Varmia y Masuria, en Polonia del norte. Se encuentra aproximadamente a 6 kilómetros al oeste de Olsztynek y a 32 kilómetros al suroeste de la capital regional Olsztyn.
Antes de 1945, el área fue parte de Alemania (Prusia Oriental).